# Canis lupus dingo
El dingo (Canis familiaris, Canis familiaris dingo, Canis dingo o Canis lupus dingo), es un antiguo linaje (basal) del perro que se encuentra en Australia. Su clasificación taxonómica es debatida, como indica la variedad de nombres científicos que se le aplican actualmente en diferentes publicaciones. Se le ha considerado una forma de perro doméstico que no merece ser reconocida como subespecie, como una subespecie de perro o de lobo (probablemente descendiente del lobo asiático), o como una especie completa por derecho propio.
El dingo es un canino de tamaño medio que posee un cuerpo delgado y resistente adaptado para la velocidad, la agilidad y la resistencia. Las tres principales coloraciones del pelaje del dingo son rojizo claro o marrón, negro y marrón, o blanco crema. El cráneo tiene forma de cuña y parece grande en proporción al cuerpo. El dingo está estrechamente emparentado con el perro cantor de Nueva Guinea o el perro salvaje de las tierras altas de Nueva Guinea: el linaje de todos estos se separó tempranamente del linaje que dio lugar a los perros domésticos actuales, y puede rastrearse a través del archipiélago malayo hasta Asia.
El resto óseo de dingo conocido más antiguo, hallado en Australia Occidental, data de hace 3450 años. Sin embargo, análisis genómicos indican que el dingo llegó a Australia hace 8300 años, pero la población humana que lo trajo sigue siendo desconocida. La morfología del dingo no ha cambiado en los últimos 3500 años, lo que sugiere que no se ha aplicado ninguna selección artificial en este periodo.
El hábitat del dingo abarca la mayor parte de Australia, pero están ausentes en el sureste y en Tasmania, así como en una zona del suroeste. En tanto son los depredadores terrestres de mayor tamaño que existen en Australia, los dingos se alimentan de mamíferos del tamaño incluso del gran canguro rojo, además de aves, reptiles, peces, cangrejos, ranas, insectos y semillas. Los competidores del dingo son los cuoles (autóctonos), y los zorros rojos europeos y gatos cimarrones (introducidos). Una manada de dingos suele estar formada por una pareja, sus crías del año en curso y, a veces, las del año anterior.
Los primeros colonos británicos que se asentaron en Port Jackson en 1788 reportaron la presencia de dingos junto a indígenas australianos, y posteriormente en la isla Melville en 1818, y en la parte baja de los ríos Darling y Murray en 1862, lo que indica que los dingos habían sido parte de algún tipo de domesticación por parte de los aborígenes australianos. Cuando la ganadería empezó a extenderse por Australia a principios del siglo XIX, los dingos empezaron a atacar el ganado ovino y bovino. Desde entonces se han aplicado numerosas medidas de control de la población, con un éxito limitado. El dingo está reconocido como animal autóctono por las leyes de todas las jurisdicciones australianas.
El dingo desempeña un papel destacado en las historias del Tiempo del Sueño de los indígenas australianos; sin embargo, rara vez aparece representado en sus pinturas rupestres en comparación con el extinto tilacino, también conocido como lobo o tigre de Tasmania.
Tienen características tanto de los lobos como de los perros modernos, y se piensa que su apariencia es similar a la del antecesor de los perros actuales. El nombre dingo viene del dharuk o eora, lengua aborigen, hablada en la zona de Sídney.

## Características
Los dingos adultos miden típicamente de 50 a 59 centímetros, con un peso promedio de 23 a 32 kilogramos, aunque se han registrado especímenes de 55 kilogramos. 
Los machos son más grandes y pesan más que las hembras.
Los dingos del sur de Australia tienden a ser más pequeños que los del noroeste. Los dingos australianos son invariablemente más grandes que los asiáticos.
Comparados con perros domésticos de tamaño similar, tienen hocicos más largos, incisivos mayores y un esqueleto más plano, con una nuca más grande.
El color del pelaje es normalmente de un amarillo jengibre, rojizo, amarillo arena. Se han reportado dingos albinos.Cualquier otro color suele considerarse indicador de una hibridación, pero investigadores han observado pelajes negros y atigrados en poblaciones de dingo que no han tenido contacto con otros cánidos ni presentan hibridación en análisis de ADN.[cita requerida] Los dingos de raza pura tienen pelo blanco en las patas y pecho.
La mayoría de los dingos tienen marcas blancas sobre el pecho, patas y la punta de la cola; algunos tienen también el hocico oscuro. El número cromosomático de los dingos es 2n=78.

## Organización de la especie
La mayoría de los dingos son vistos solos, aunque normalmente pertenecen a manadas que se reúnen cada tantos días para socializar.
Las marcas de territorio y ataques a manadas rivales se incrementan en estas reuniones.
Las manadas de dingos suelen tener de 3 a 12 miembros en zonas de poca actividad humana. Se distingue una jerarquía, además diferenciada una para hembras y otra para machos, y la jerarquía se mantiene mediante agresividad.
La reproducción está limitada a la pareja dominante, y los miembros subordinados se encargan de cuidar a los cachorros.
El tamaño del territorio del dingo tiene poco que ver con el tamaño de la manada y más con el terreno y las presas. 
Los dingos del suroeste de Australia tienen los territorios más grandes.
Algunas veces los dingos se dispersarán de los territorios natales; se han registrado especímenes viajando 250 kilómetros.
Los dingos no ladran tanto como los perros ordinarios, los dingos aúllan mucho y frecuentemente. Se han reconocido tres aullidos básicos con diez variaciones. El aullido se emplea tanto para atraer a miembros de la manada como para repeler intrusos. En aullidos corales, el tono del aullido incrementa de acuerdo al número de participantes. Los dingos machos marcan territorio más frecuente que las hembras, y esto aumenta en temporadas de reproducción.

## Reproducción
Al igual que los lobos, pero a diferencia de los perros, los dingos se reproducen una vez al año. Los dingos machos son fértiles todo el año, pero las hembras lo son solo durante su ciclo estral, que se da una vez al año. Las hembras son fértiles a los dos años, mientras que los machos lo son a la edad de entre uno y tres años. Los dingos dominantes en las manadas tienden a entrar antes en su ciclo estral que los dingos subordinadas.
Los dingos cautivos tienen una duración del periodo estral de diez a doce días, mientras que los salvajes la tienen de alrededor de dos meses. El periodo de gestación dura de sesenta y un a sesenta y nueve días, llegando a tener alrededor de cinco cachorros por camada. Generalmente, hay más hembras que machos.
Los cachorros normalmente nacen en los meses de mayo a julio, aunque los dingos que viven en zonas tropicales se reproducen en cualquier época del año. Los dingos híbridos entran en periodo estral dos veces al año, con un periodo de gestación de 58 a 56 días. Los cachorros suelen nacer en cuevas o en madrigueras de conejos. Los cachorros no se vuelven independientes hasta los tres a seis meses, aunque algunos cachorros que viven en manadas permanecen en estas hasta los doce meses. A diferencia de los lobos, en los que el macho alfa o dominante previene a los subordinados de reproducirse, el dingo alfa inhibe la reproducción de los subordinados a través del infanticidio.

## Hábitos alimentarios

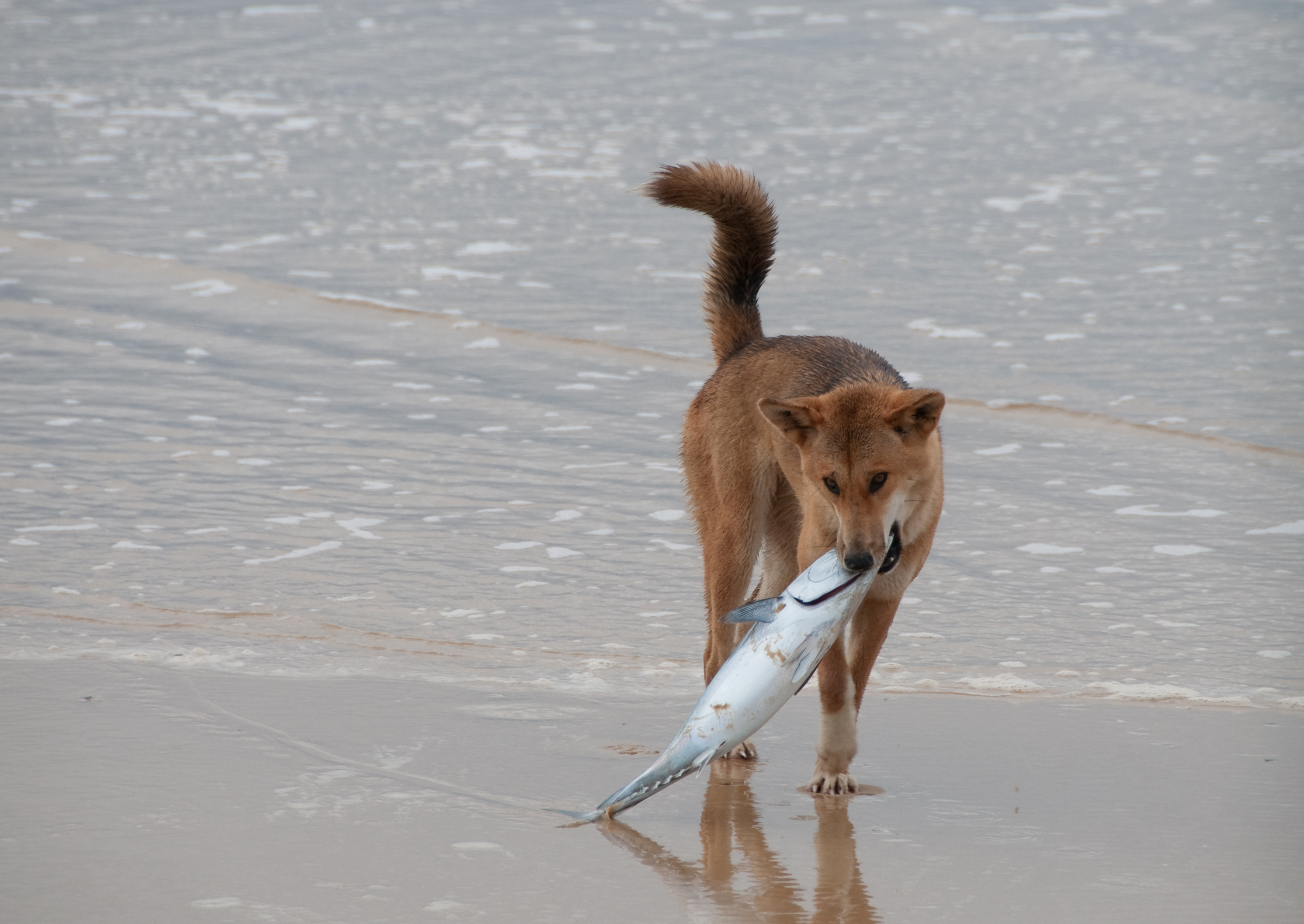
Canis lupus dingo encontrando un pescado en la orilla

Han sido identificadas más de ciento setenta especies de animales diferentes en Australia en la dieta del dingo, que va desde pequeños insectos hasta búfalos de agua. La especialización de presas depende de la región. En las tierras húmedas del norte de Australia, las presas más comunes son el ganso urraca, la rata polvosa y el ualabí, mientras que en el árido centro de Australia las presas más comunes son los conejos europeos, la rata de orejas largas, el ratón común y el canguro rojo. En los hábitats del noroeste, el walarú oriental y los canguros rojos son los preferidos, mientras que en el sur son los pósums, ualabís y wombats.
En Asia viven más cercanos a los humanos, por lo que se alimentan de arroz, fruta y desperdicios. Se ha observado a dingos cazando insectos, ratas y lagartijas en las áreas rurales de Tailandia y Célebes. Normalmente cazan de forma individual pequeñas presas, como conejos, pero al cazar grandes presas como los canguros, se reúnen en grupos. Cazan ganado en tiempos de escasez de alimentos.

## Extinción potencial
Como resultado del cruce con perros introducidos por los europeos, la raza pura de dingos está en declive. A principios del siglo XX la tercera parte de los dingos eran cruce de dingo y perros domésticos, y aunque el proceso de cruce era menor en zonas más remotas, se considera inevitable la extinción de la subespecie. Algunos investigadores creen que se debe considerar a estos mestizos verdaderos dingos cuando su anatomía y  comportamiento no difieren del resto de los dingos puros.
Aunque la protección del dingo está vigente en Parques Nacionales Federales, Áreas de Patrimonio de la Humanidad, Reservas Aborígenes y el Territorio de la Capital Australiana, los dingos son calificados como plaga en otras áreas. La ausencia de una misma protección en todo el país implica que en muchas zonas se les cace con trampas o se les envenene, lo que ha ocasionado, junto con la hibridación con los perros domésticos, que la calificación del taxón ascendiese de "Bajo riesgo" a "Vulnerable" en 2004 por la IUCN (International Union for the Conservation of Nature and Natural Resources por sus siglas en inglés).

## Dingos como mascotas
El dingo es una subespecie de lobo más fácil de domesticar que los lobos del hemisferio norte. Los cachorros de dingo solo están disponibles en Australia y es ilegal exportarlos. Los cachorros pueden costar de 500 a 1000 dólares australianos. Aunque los dingos son más sanos que la mayoría de perros domésticos y no tienen el característico "olor a perro", se pueden volver muy problemáticos durante su ciclo anual de reproducción o celo. Los machos, particularmente, intentarán escapar para buscar pareja. Algunos aborígenes impiden la huida de un dingo que han adoptado con la agresiva práctica de romperle las patas delanteras.

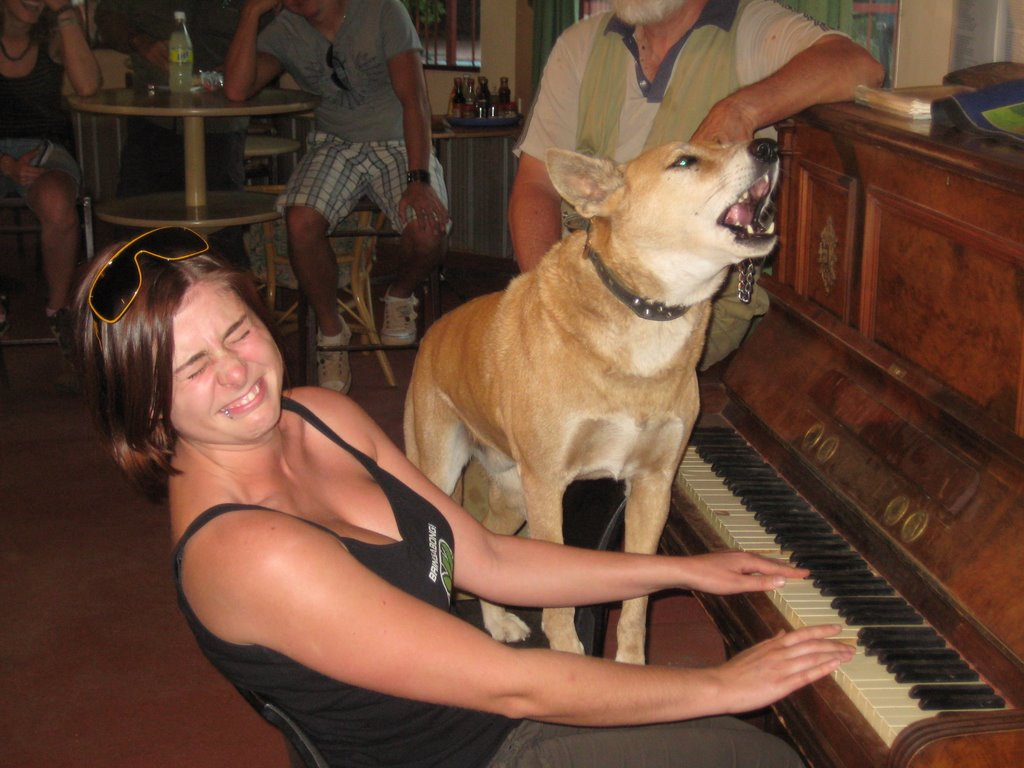
El dingo domesticado empieza a hacerse común en Australia. En esa condición, conservan su hábito aullador.

## Historia
Los dingos fueron llevados desde Asia por el sureste hacia Australia y otras partes del Pacífico por nómadas que viajaban por el sudeste asiático desde hace 5000 años. Hace 3500-4500 años los dingos llegaron a Australia y a las islas cercanas, a excepción de Tasmania.
En origen, los aborígenes australianos cuidaban dingos como alimento en caso de escasez de comida.
La llegada de los dingos a Australia se considera una de las posibles causas de la extinción del tilacino. Evidencias fósiles y pinturas aborígenes señalan que los tilacinos habitaban por toda Australia, y hubo una desaparición súbita hace unos 3000 años. La interacción de las dos especies fue de unos 500 años, que según algunos expertos sería tiempo suficiente para un impacto significativo en las poblaciones de tilacinos, ya sea por la competencia por el alimento o por la transmisión de enfermedades.
Algunos dudan del impacto del dingo, y sugieren que las dos especies podrían no haber representado una competencia mutua directa. El dingo es principalmente un cazador diurno, y se piensa que el tilacino cazaba principalmente de noche. Además, el tilacino era más corpulento, lo que le daba una ventaja en combates uno a uno.
Los colonos europeos no descubrieron dingos hasta el siglo XVII, y al principio los tomaban por perros abandonados o asilvestrados. El capitán William Dampier, quien habló de perros silvestres en 1699, fue el primer europeo que oficialmente vio al dingo. Las poblaciones de dingo florecieron con la introducción de la oveja europea y el conejo europeo en Australia.